# 楊士琪卓越貢獻獎
台北電影獎楊士琪卓越貢獻獎是曾於2017年至2020年於台北電影節頒發的獎項，以已故《聯合報》記者楊士琪命名，獎勵具有終身為電影事業貢獻的人士。該獎項前身是楊士琪紀念獎與卓越貢獻獎（台北電影獎）。該獎項在2017年，與台北電影獎卓越貢獻獎合併為「楊士琪卓越貢獻獎」。2021年起，恢復為楊士琪紀念獎獨立頒獎。

## 歷史
1983年，中國影評人協會看完中央電影公司電影《兒子的大玩偶》後，寄信至中國國民黨中央文化工作會檢舉該部電影，稱戲裡萬仁執導的第三段《蘋果的滋味》有「醜化台灣人民」，因此要求中影刪剪四段相關內容，否則禁演。但萬仁在《聯合報》總社門口打電話找到支持台灣新浪潮電影的記者楊士琪，報導該起事件。由於臺灣多家媒體也跟進報導該起事件，中影在輿論壓力下收回修剪的成命，《兒子的大玩偶》得以上映未刪減的版本。
1984年，楊士琪因氣喘病發作辭世。1985年，導演楊德昌在他的電影《青梅竹馬》片頭，特地以中文黑底白字並加註英文字幕寫著「獻給楊士琪，感激她生前給我們的鼓勵。——製作全體同仁致敬」，全長六秒鐘。隨後，楊士琪前友人及電影界與新聞界的25位好友聯合倡議組成「楊士琪紀念獎工作委員會」，決定每年選出一位富有道德勇氣並努力開創新局、提升電影地位的傑出人士，頒給「楊士琪電影紀念獎」以資鼓勵，並彰顯楊士琪生前熱愛電影、勇於創新的精神。

## 歷屆得獎名單
| 年份 （屆次）   | 姓名   | 獲獎原因 |
| --------------- | ------ | --- |
| 2017 （第19屆） | 詹宏志 | 台灣新電影時期的實踐者。 |
| 2018 （第20屆） | 陳國富 | 肯定陳國富在臺灣電影產業拓荒、冒險及創新的精神。 |
| 2019 （第21屆） | 陳俊志 | 有著一顆柔軟又堅強的心，不光拍攝紀錄片為社會公義發聲，更挺身參與眾多社會運動，即使到了生命最後一段時間，仍不斷燃燒自己，把他的影像創作，像武器一樣帶到社運領域，為正義所抗爭。 |
| 2020 （第22屆） | 江泰暾 | 自1970年代入行，至今累積了近50年的放映經驗，他為許多場館量身打造放映設備，完成許多困難的戶外放映活動，不但深受導演信賴，也為觀眾帶來高水準的觀影品質。                         |

## 外部連結
- 官方网站
- 台北電影節的Facebook專頁
- 台北電影節的Instagram帳戶
- YouTube上的台北電影節頻道